# Giro de Italia 1931
La 19.ª edición del Giro de Italia se disputó entre el 10 y el 31 de mayo de 1931, con un recorrido de 12 etapas y 3012 km, que el vencedor completó a una velocidad media de 29,332 km/h. La carrera comenzó y terminó en Milán.
Tomaron la salida 109 participantes, de los cuales 65 terminaron la carrera. 
En esta edición se utilizó por primera vez un maillot distintivo para el líder de la carrera. El color seleccionado para la prenda fue el rosa inspirado en el color de las páginas del periódico La Gazzetta dello Sport, principal patrocinador de la prueba. La primera maglia rosa fue portada por Learco Guerra, líder durante las dos primeras etapas.
Alfredo Binda volvió a participar en el Giro, y desde la tercera etapa se hizo con el liderato. Sin embargo, una caída en la quinta jornada le hizo abandonar la prueba. En la 10.ª etapa, Luigi Giaccobe y Francesco Camusso protagonizaron una escapada que les daría una importante ventaja sobre el resto de aspirantes a la victoria final. Giaccobe se alzó con la etapa y con el liderato, pero en la etapa del día siguiente, Camusso lanzaría un efectivo ataque que le daría la victoria final en el Giro de Italia. Giaccobe terminó segundo y Marchisio, tercero.
También en esta edición participaron por primera vez ciclistas españoles, en concreto Ricardo Montero y Mariano Cañardo, si bien ninguno de los dos pudo terminar la carrera.

## Etapas
| Etapa      | Fecha     | Recorrido                   | type             | Distancia (km) | Ganador           | Líder             |
| ---------- | --------- | --------------------------- | ---------------- | -------------- | ----------------- | ----------------- |
| 1.ª etapa  | 10 de may | Milán – Mantua              | etapa llana      | 206            | Learco Guerra     | Learco Guerra     |
| 2.ª etapa  | 11 de may | Mantua – Ravena             | etapa llana      | 216            | Learco Guerra     | Learco Guerra     |
| 3.ª etapa  | 13 de may | Ravena – Macerata           | etapa de montaña | 288            | Alfredo Binda     | Alfredo Binda     |
| 4.ª etapa  | 15 de may | Macerata – Pescara          | etapa de montaña | 234            | Alfredo Binda     | Alfredo Binda     |
| 5.ª etapa  | 17 de may | Pescara – Nápoles           | etapa de montaña | 282            | Michele Mara      | Alfredo Binda     |
| 6.ª etapa  | 19 de may | Nápoles – Roma              | etapa llana      | 256            | Ettore Meini      | Michele Mara      |
| 7.ª etapa  | 21 de may | Roma – Perugia              | etapa de montaña | 247            | Learco Guerra     | Luigi Marchisio   |
| 8.ª etapa  | 23 de may | Perugia – Montecatini Terme | etapa llana      | 246            | Learco Guerra     | Learco Guerra     |
| 9.ª etapa  | 25 de may | Montecatini Terme – Génova  | etapa de montaña | 248            | Michele Mara      | Luigi Marchisio   |
| 10.ª etapa | 27 de may | Génova – Cuneo              | etapa de montaña | 263            | Luigi Giacobbe    | Luigi Giacobbe    |
| 11.ª etapa | 29 de may | Cuneo – Turín               | etapa de montaña | 252            | Francesco Camusso | Francesco Camusso |
| 12.ª etapa | 31 de may | Turín – Milán               | etapa de montaña | 263            | Ambrogio Morelli  | Francesco Camusso |

## Clasificaciones

### Clasificación general
| Clasificación general |                    |         |                   |
| Ciclista              | Ciclista           | Equipo  | Tiempo            |
| --------------------- | ------------------ | ------- | ----------------- |
| 1.º                   | Francesco Camusso  | Gloria  | 102 h 40 min 46 s |
| 2.º                   | Luigi Giacobbe     | Maino   | + 2 min 47 s      |
| 3.º                   | Luigi Marchisio    | Legnano | + 6 min 15 s      |
| 4.º                   | Aristide Cavallini | Isolati | + 10 min 15 s     |
| 5.º                   | Ettore Balmamion   | Isolati | + 12 min 45 s     |
| 6.º                   | Augusto Zanzi      | Ganna   | + 12 min 46 s     |
| 7.º                   | Antonio Pesenti    | Isolati | + 13 min 50 s     |
| 8.º                   | Ambrogio Morelli   | Bianchi | + 16 min 59 s     |
| 9.º                   | Felice Gremo       | Legnano | + 27 min 05 s     |
| 10.º                  | Eugenio Gestri     | Legnano | + 32 min 25 s     |

### Clasificación por equipos
| Clasificación por equipos |         |        |
| Equipo                    | Equipo  | Tiempo |
| ------------------------- | ------- | ------ |
| 1.º                       | Legnano | -      |